# Lamachan Hill
Lamachan Hill är ett berg i Storbritannien.   Det ligger i kommunen Dumfries and Galloway och riksdelen Skottland, i den centrala delen av landet, 500 km nordväst om huvudstaden London. Toppen på Lamachan Hill är 716 meter över havet. Lamachan Hill ingår i Rhinns of Kells.
Terrängen runt Lamachan Hill är huvudsakligen kuperad.Runt Lamachan Hill är det glesbefolkat, med 8 invånare per kvadratkilometer. Närmaste större samhälle är Newton Stewart, 10,4 km söder om Lamachan Hill. I omgivningarna runt Lamachan Hill växer i huvudsak blandskog.